# فراشة شراعية
فراشة شراعية (الاسم العلمي: Cymothoe )، جنس فراشات من فصيلة الحورائيات. ينتشر هذا الجنس في العالم المداري الإفريقي، حيث توجد الأنواع بشكل رئيسي في الموائل الغابية. خاصةً في الغابات الغينية في غرب أفريقيا والغابات الكونغولية.